# Sagaland
Sagaland est un jeu de société créé par Alex Randolph et Michel Matschoss en 1981 et édité par Ravensburger.
Pour 2 à 6 joueurs, à partir de 8 ans pour environ 30 minutes.

## Principe général
En parcourant la forêt, les joueurs regardent les objets magiques cachés sous les arbres et les mémorisent. Lorsque le Roi demande un objet, il faut aller au château pour annoncer qu'on l'a trouvé si on a vu cet objet et qu'on se souvient de son emplacement. Le joueur qui annoncera le plus d'objets gagnera la partie.

## Récompense
- Spiel des Jahres  1982